# Biljana Srbljanović
 (juillet 2024).
Si vous disposez d'ouvrages ou d'articles de référence ou si vous connaissez des sites web de qualité traitant du thème abordé ici, merci de compléter l'article en donnant les références utiles à sa vérifiabilité et en les liant à la section « Notes et références ».
Biljana Srbljanović (en serbe cyrillique : Биљана Србљановић) est une auteure dramatique serbe, née le 15 octobre 1970 à Stockholm.
Après des études à l'Académie des arts dramatiques de Belgrade, elle se lance dans l'écriture et compose sa Trilogie de Belgrade qui lui vaut un immense succès européen. Oscillant entre comédie et drame, son œuvre, vive et teintée d'humour noir a été primée à de nombreuses reprises. Ses pièces sont jouées partout en Europe et aux États-Unis.
Pendant la guerre du Kosovo, lors des bombardements sur la Serbie, elle a livré un billet de Belgrade pendant trois semaines au quotidien italien La Repubblica.
En 2007, elle a reçu le Prix Europe Réalités Théâtrales.
Elle est aujourd'hui chargée de cours à l'Académie des arts dramatiques.

## Prix Europe pour le théâtre - Premio Europa per il Teatro
En 2007, elle a reçu le Prix Europe Réalités Théâtrales, à Thessalonique. L'organisation du prix a déclaré :
Pour elle et les gens de son pays très éprouvé, c’est sans doute l’épithète «prix européen» qui importe le plus en tant que référence au fait que les Serbes sont et seront toujours sur ce continent. Biljana Srbljanović, vivant en Serbie et en Europe à la fois, n’est pas du tout gentille avec ses compatriotes: dans La Trilogie de Belgrade, elle a révélé leur double morale dissimulée; puis elle les a caricaturés avec colère dans Les Histoires de Famille. Cet auteur appartient au courant du nouveau drame européen - courageux, ouvert, brutal et ce n’est pas seulement chez elle qu’elle est offensive: dans Le Supermarché, elle est partie pour l’Occident superficiel pour ensuite avoir l’audace de s’en prendre à L’Amerika - c’est dans cette pièce qu’est venue à maturité sa capacité de caractérisation psychologique profonde des personnages. La Chute analyse les gens des régimes totalitaires et dans Les Sauterelles, elle retourne dans son pays pour dresser un tableau historique de quatre générations qui ont façonné le visage actuel du pays corrodé. Biljana Srbljanović n’est pas la seule dramaturge politiquement engagée qui critique farouchement le régime de son propre pays ainsi que les gens qui participent à son fonctionnement: l’année dernière, nous avons entendu Harold Pinter - pour évoquer au moins un nom de ceux qui représentent l’autre partie. Pas du tout monochromes, les Balkanes de Biljana Srbljanović possèdent une ambiance insolite - âpre, franche, belliqueuse et mystique. Plus que n’importe quel de ses prédécesseurs, ce dramaturge a rendu les Balkanes plus proches de l’Europe en nous faisant réfléchir combien d’esprit balkanique y a-t-il aussi en nous. Sa voix a résonné fortement à travers tout le continent.

## Œuvres
- Trilogie de Belgrade (1996), L'Arche,  (ISBN 9782851815040)
- Histoires de famille (1998), L'Arche,  (ISBN 9782851815040)
- La Chute (1999), L'Arche,  (ISBN 9782851815002)
- Supermarché (2001), L'Arche,  (ISBN 9782851815002)
- Amerika, suite (2002), L'Arche,  (ISBN 9782851815767)
- Sauterelles (2005), L'Arche,  (ISBN 9782851816221)
- Barbelo, à propos de chiens et d'enfants (2007), L'Arche,  (ISBN 9782851816801)
- Nije smrt biciklo (da ti ga ukradu)/Није смрт бицикло (да ти га украду) (2011), traduit en français sous le titre La mort n'est pas un vélo (qu'on peut te voler), traduction d'Ubavka Zaric et Michel Bataillon, Les Cabannes, éditions du Geste, 2020  (ISBN 978-2902089031)
- Mali mi je ovaj grob/Мали ми је овај гроб (2013), traduit en français sous le titre Cette tombe m'est trop petite, traduction d'Ubavka Zaric et Michel Bataillon, Les Cabannes, éditions du Geste, 2020.

## Prix et récompenses
- 1999 : Prix de la meilleure nouvelle pièce au festival de Novi Sad pour Histoires de famille
- 1999 : Prix Ernst Toller (premier écrivain étranger à le recevoir)
- 2007 : Prix Europe pour le théâtre - Prix Europe Réalités Théâtrales[3]
- 2007 : Statuette de Joakim Vujić décernée par le Knjaževsko-srpski teatar de Kragujevac[4]